# Gemerek (stad)
Gemerek is een stad en de hoofdplaats van het district Gemerek in de provincie Sivas. De stad Gemerek is met 5400 inwoners de tweede plaats van het gelijknamige district, na Yeniçubuk (7000 inwoners).
In 2013 zijn de plaatsen Gemerek en Yeniçubuk samengevoegd en vormen ze samen onder de naam Gemerek met 12.000 inwoners de hoofdplaats.